# Eurotransplant

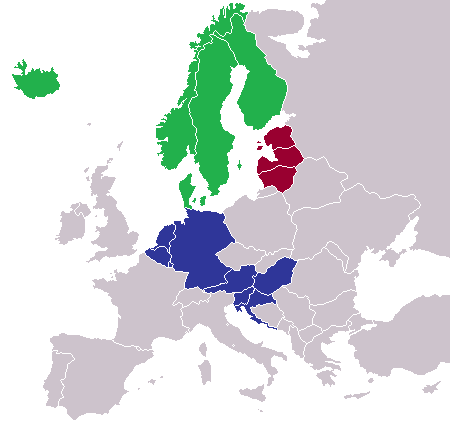
Balttransplant
Eurotransplant
Scandiatransplant

Eurotransplant, celým názvem Eurotransplant International Foundation, je mezinárodní nezisková organizace, která podporuje a koordinuje transplantace orgánů v Rakousku, Německu, Belgii, Chorvatsku, Maďarsku, Nizozemsku, Slovinsku a Lucembursku. Organizaci založil nizozemský imunolog Jon van Rood v roce 1967, po právní stránce vznikla 12. května 1969. Její centrála se nachází v Leidenu v Nizozemsku.
Výměn orgánů se účastní všechny transplantační kliniky a nemocnice v členských zemích, kde dochází k dárcovství orgánů.
V letech 2016 a 2017 mělo Chorvatsko nejvyšší podíl dárců mezi zeměmi Eurotransplantu, a to 35,8 respektive 31,8 na milion obyvatel.
Česko není členem Eurotransplantu z několika důvodů. Jednak by podle prof. Miloše Adamce orgány z ČR odcházely spíš do zemí s horším dárcovským programem, jednak je členství spojeno s vysokými náklady za společnou čekací listinu. Pro pacienty např. se vzácnou krevní skupinou čekající na náhradní plíci by to však mohlo být výhodou,  transplantace by se možná dočkali o něco dříve.
Obdobnými institucemi jsou Scandiatransplant, jehož členy jsou Norsko, Finsko, Dánsko, Švédsko a Island, nebo Balttransplant, jehož členy jsou Estonsko, Lotyšsko a Litva.